# Szabda (zniesiona osada leśna)
Szabda – dawna osada leśna (leśniczówka) w Polsce, położona w województwie kujawsko-pomorskim, w powiecie brodnickim, w gminie Brodnica.
W latach 1975–1998 miejscowość należała administracyjnie do województwa toruńskiego.
Nazwę zniesiono z 2023 r.